# Підгородка
Підгоро́дка (каз. Подгород) — село у складі Карабалицького району Костанайської області Казахстану. Входить до складу Новотроїцького сільського округу.
Населення — 91 особа (2021; 163 у 2009, 266 у 1999, 366 у 1989).